# Barfleur (traghetto)
Il Barfleur è un traghetto appartenente alla compagnia di navigazione Brittany Ferries.

## Servizio
Varato il 26 luglio 1991 nel cantiere navale Kvaerner Masa Yards di Helsinki con il nome di Barfleur e consegnato il 26 marzo 1992 alla Brittany Ferries, prende servizio il 4 aprile successivamente sotto le insegne della TruckLine Ferries nel collegamento merci tra Poole e Cherbourg.
Il 15 aprile 1992 ottiene la certificazione per operare come traghetto passeggeri.
Dal 28 novembre 1997 al 15 marzo 1998 opera sulla Poole-Santander.
Nel gennaio del 1999 torna in servizio per Brittany Ferries.
Dal 2005 al febbraio del 2010 opera tra Cherbourg e Poole.
Dal 14 febbraio 20 al 12 febbraio 2011 viene disarmato a Caen.
Dal 27 febbraio al 3 ottobre 2011 opera sulla Cherbourg-Poole. La sera stessa viene disarmato a Cherbourg e successivamente viene trasferito a Caen.
Nel marzo del 2012 viene noleggiato alla DFDS e ribattezzato Deal Seaways, prendendo servizio sulla Dover-Calais. 

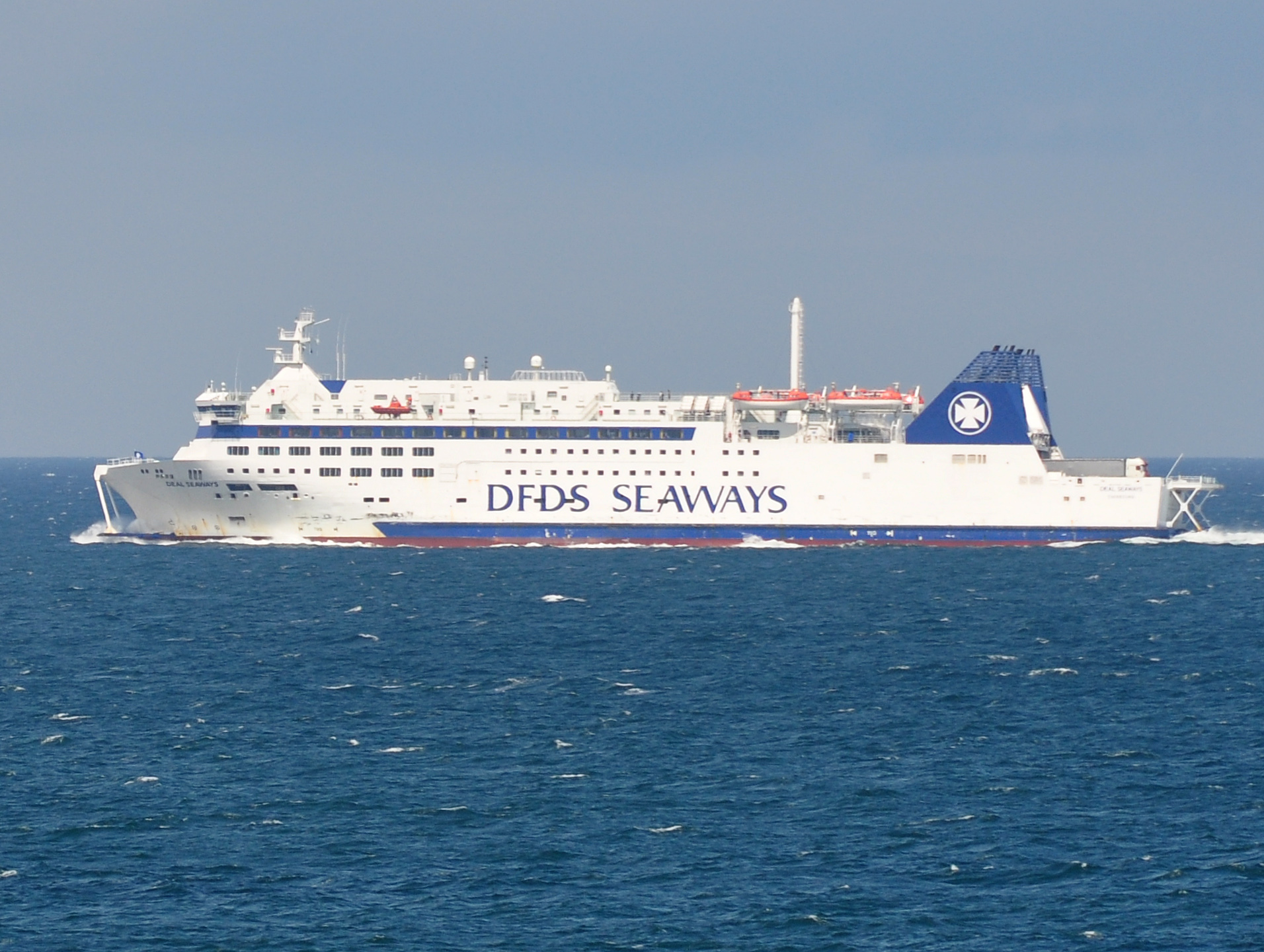
Il Deal Seaways in navigazione nel canale della Manica nel 2012.

Il 6 novembre 2012 termina il servizio per la DFDS e torna in flotta Brittany Ferries, venendo disarmato a Dunkerque.
Il 25 novembre viene ribattezzato di nuovo Barfleur.
Dal 18 marzo 2013 riprende il servizio sulla Cherbourg-Poole.
Da marzo a maggio 2015 viene sottoposto ad intensi lavori di ammodernamento presso il cantiere navale Astader Yard di Santander. Dal 15 maggio torna in servizio sulla Poole-Cherbourg.
Dal 18 marzo 2020 al febbraio del 2022 rimane in disarmo a Caen.
Dal 14 febbraio 2022  opera sulla Caen-Ouistreham-Portsmouth.
Dal 14 marzo 2024 opera sulla Poole-Cherbourg.
Da fine 2024 a fine marzo 2025 è in disarmo a Caen. Successivamente torna in servizio sulla Poole-Cherbourg.